# 美好回憶
〈美好回憶〉是英國歌手紅髮艾德的歌曲，於2020年12月21日釋出，是艾德經過18個月以來發布的首支單曲。音樂錄影帶以艾德的原聲吉他彈唱為特色。
這首歌在全球十多國的音樂排行榜取得前十，其中在以色列、克羅埃西亞和斯洛伐克名列第一。它還成為艾德在美國《告示牌》成人四十強單曲榜上的第13首前十單曲，為男性藝人中最多。

## 背景
在長期遠離公眾視野後，艾德於2020年12月20日回歸社群媒體公布他的新作品：「嘿伙計們。〈美好回憶〉是我去年寫的一首歌，我想為你們而推出」。他進一步解釋說，這首歌不是下一張專輯的首發單曲，只是一首他特別喜歡的歌。歌曲的封面藝術為艾德本人繪製的原創行動繪畫。
hitFM的DJ Momoko認為〈美好回憶〉是一首甜蜜的情歌，唱出只要和戀人在一起，時間好像按下停止鍵，灑落的陽光讓髮絲與面容光彩耀眼，讓人想要好好珍惜在一起的所有時刻，沉醉在愛裡。

## 評價
《告示牌》的吉爾·考夫曼（Gil Kaufmann）描述這首歌為一首帶有「令人難以忘懷的副歌」的「備選原聲謠曲」。《Vulture》的佐伊·海洛克（Zoe Haylock）將這首歌與泰勒絲最新的驚喜單曲作比較，稱他效法了泰勒絲，用一首新單曲讓歌迷們驚奇，並形容這首歌為他的「原聲炸曲」之一。《今日美國》摩根·海因斯（Morgan Hines）認為這首歌伴隨著「柔和的旋律」、「在親人間的感情時刻散發出一種親密感」。

## 人員名單
人員名單引用自Tidal。
- 紅髮艾德 – 主唱、吉他、和聲、製作人

- Fred Again – 貝斯、音樂編程師、製作人
- Marco Parisi – 合成器
- Giampaolo Jack Parisi – 聲碼器
- Stuart Hawkes – 混音師
- Mark Spike Stent – 母帶
- Matt Wolach – 協助混音工程師
- Parisi – 音效設計師、聯合製作人

## 榜單成績
| 榜單（2020–2021年）                       | 峰值 |
| ----------------------------------------- | ---- |
| 澳大利亚（澳大利亚唱片业协会單曲榜）      | 7    |
| 奥地利（Ö3四十强单曲榜）                  | 5    |
| 比利时佛兰德（Ultratop五十强单曲榜）      | 5    |
| 比利时瓦隆（Ultratop五十强单曲榜）        | 8    |
| 加拿大（Canadian Hot 100）                | 10   |
| 加拿大（《告示牌》Canada AC）             | 1    |
| 加拿大（《告示牌》Canada CHR）            | 16   |
| 加拿大（《告示牌》Canada Hot AC）         | 7    |
| 独联体（Tophit独联体电台榜）              | 27   |
| 克羅埃西亞（HRT）                         | 1    |
| 捷克（電台百強單曲榜）                    | 5    |
| 捷克（百強數位單曲榜）                    | 15   |
| 丹麥（Hitlisten单曲榜）                   | 27   |
| 多明尼加共和國（SODINPRO）                | 42   |
| 芬兰（芬蘭官方單曲榜）                    | 19   |
| 法国（法國唱片出版業公會單曲榜）          | 129  |
| 德国（德國官方單曲榜）                    | 10   |
| 全球（《告示牌》公告牌全球二百强单曲榜）  | 13   |
| 希臘（國際唱片業協會希臘分會）            | 49   |
| 匈牙利（四十强电台榜）                    | 35   |
| 匈牙利（四十強單曲榜）                    | 39   |
| 匈牙利（四十強串流榜）                    | 29   |
| 冰島（Plötutíðindi）                      | 3    |
| 愛爾蘭（愛爾蘭唱片音樂協會单曲榜）        | 2    |
| 以色列（媒體森林）                        | 1    |
| 義大利（義大利音樂產業聯盟）              | 16   |
| 黎巴嫩（黎巴嫩官方二十强榜）              | 3    |
| 立陶宛（AGATA）                           | 18   |
| 馬來西亞（馬來西亞唱片產業協會）          | 14   |
| 墨西哥（《告示牌》電台榜）                | 22   |
| 荷兰（荷蘭四十強單曲榜）                  | 10   |
| 荷兰（百强单曲榜）                        | 15   |
| 紐西蘭（紐西蘭唱片音樂協會）              | 12   |
| 挪威（世界之路榜單）                      | 9    |
| 波蘭（波蘭百大電台榜）                    | 44   |
| 葡萄牙（葡萄牙唱片業協會单曲榜）          | 59   |
| 羅馬尼亞（羅馬尼亞百強榜）                | 66   |
| 俄罗斯（Tophit俄罗斯电台榜）              | 28   |
| 新加坡（新加坡唱片業協會）                | 8    |
| 斯洛伐克（電台百強單曲榜）                | 1    |
| 斯洛伐克（Singles Digitál Top 100）       | 19   |
| 斯洛維尼亞（斯洛維尼亞五十強榜單）        | 6    |
| 西班牙（西班牙音樂製作協會）              | 77   |
| 瑞典（瑞典最熱榜）                        | 13   |
| 瑞士（瑞士热门音乐榜）                    | 2    |
| 英國（官方榜单公司單曲榜）                | 2    |
| 美国（《告示牌》百大單曲榜）              | 29   |
| 美國（《告示牌》成人當代單曲榜）          | 11   |
| 美國（《告示牌》Adult Pop Airplay）       | 7    |
| 美國（《告示牌》Adult Alternative Songs） | 38   |
| 美國（《告示牌》Pop Airplay）             | 16   |

## 認證
</ref>}}
| 地區                               | 认证 | 认证单位/销量 |
| ---------------------------------- | ---- | ------------- |
| 奥地利（國際唱片業協會奧地利分會） | 白金 | 30,000‡       |
| 奥地利（國際唱片業協會奧地利分會） | 白金 | 30,000‡       |
| 比利时（比利時唱片音樂協會）       | 金   | 10,000‡       |
| 加拿大（加拿大音乐协会）           | 金   | 40,000‡       |
| 意大利（意大利音乐产业联盟）       | 白金 | 70,000‡       |
| 新西兰（新西兰唱片音乐协会）       | 金   | 15,000‡       |
| 波兰（波蘭音像製造商協會）         | 金   | 25,000‡       |
| 英国（英国唱片业协会）             | 金   | 400,000‡      |
| ‡僅含認證的+實際銷量               |      |               |

## 發行歷史
| 地區 | 日期           | 格式          | 唱片公司 | 來源   |
| ---- | -------------- | ------------- | -------- | ------ |
| 英國 | 2020年12月18日 | 當代流行電台  | Asylum   | [ 71 ] |
| 多國 | 2020年12月21日 | 數位下載 串流 | Asylum   | [ 12 ] |